# Gololici hoko
Gololici hoko (lat. Crax fasciolata) je vrsta ptice iz roda Crax, porodice Cracidae, koja živi u istočnom središnjem i južnom Brazilu, Paragvaju, istočnoj Boliviji i sjeveroistočnoj Argentini. Prirodna staništa su joj suptropske i tropske suhe šume i suptropske i tropske vlažne nizinske šume. 
Spolni dimorfizam kod ove vrste postoji. Perje ženke je tamno-sivo s bijelim prugama, a trbuh je žute boje. Perje mužjaka je crne boje, dok su trbuh i vrh kljuna bijeli, a gornji dio kljuna je žute boje. Koža oko oka, takozvani "prsten" je crne boje.
Hrani se u parovima ili sama, a hranu pronalazi na tlu. Njezinu prehranu čine plodovi, sjemenke, lišće i cvjetovi. Gnijezdi se na granama drveća na visini od oko 4 metra. Ženka u gnijezdo polaže samo dva jaja, koja inkubira najčešće 30 dana.
Ima tri podvrste. To su:
- Crax fasciolata pinima
- Crax fasciolata fasciolata
- Crax fasciolata grayi.